# 米歇尔·渥克
米歇尔·渥克（Michele M. Wucker，1969年—）是一位美国作家、评论员和政策分析师，她的研究領域是世界经济以及危机预测。她是《灰犀牛：如何应对大概率危机》（The Gray Rhino: How to Recognize and Act on the Obvious Dangers We Ignore）一書的作者 。

## 生平
米歇尔·渥克拥有美国、比利时和奥地利斯拉夫血统，  她居住在伊利诺伊州芝加哥。
她拥有萊斯大學的法语和政策研究学士学位以及哥伦比亚大学国际和公共事务学院国际事务硕士学位。 
1990年時她是Milwaukee Sentinel  的记者，她當時主要報道涉及西班牙裔社区的新聞。2000年至2001年時，她是国际金融评论（International Financing Review）拉丁美洲分社社长和IFR Latin America的编辑。 2010年出任世界政策研究所（World Policy Institute）所长。
2014年8月，米歇尔·渥克离开世界政策研究所並加入芝加哥全球事务委员会。 2015年，她又离开了芝加哥全球事务委员会并创立了Gray Rhino & Company。
米歇尔·渥克還會為紐約時報、波士頓環球報、華盛頓郵報、華爾街日報、有线电视新闻网、路透社等媒體撰稿。

### 灰犀牛
米歇尔·渥克于2013年1月在达沃斯举行的世界經濟論壇上提出了“灰犀牛”一词与納西姆·尼可拉斯·塔雷伯提出的黑天鵝理論不同，灰犀牛是指极有可能发生、會產生很大影响但會被人們忽视的威胁。 2017年7月17日，人民日报發表的社论中同樣提到了这个词。